# Занде (Фризия)
Занде (нем. Sande) — коммуна в Германии, в земле Нижняя Саксония.
Входит в состав района Фризия. Население составляет 9161 человек (на 31 декабря 2010 года). Занимает площадь 45 км².
Коммуна подразделяется на 7 сельских округов.

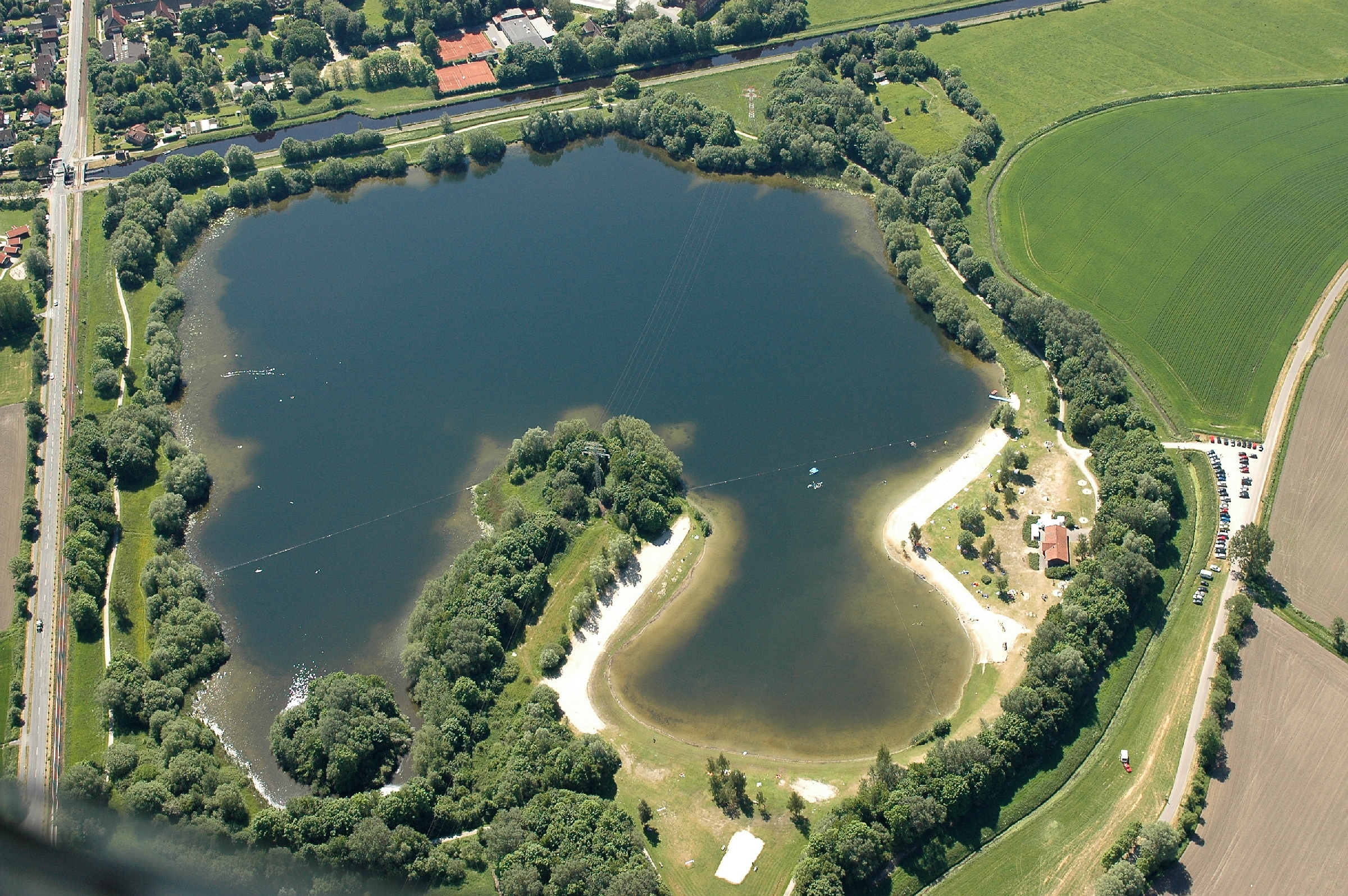
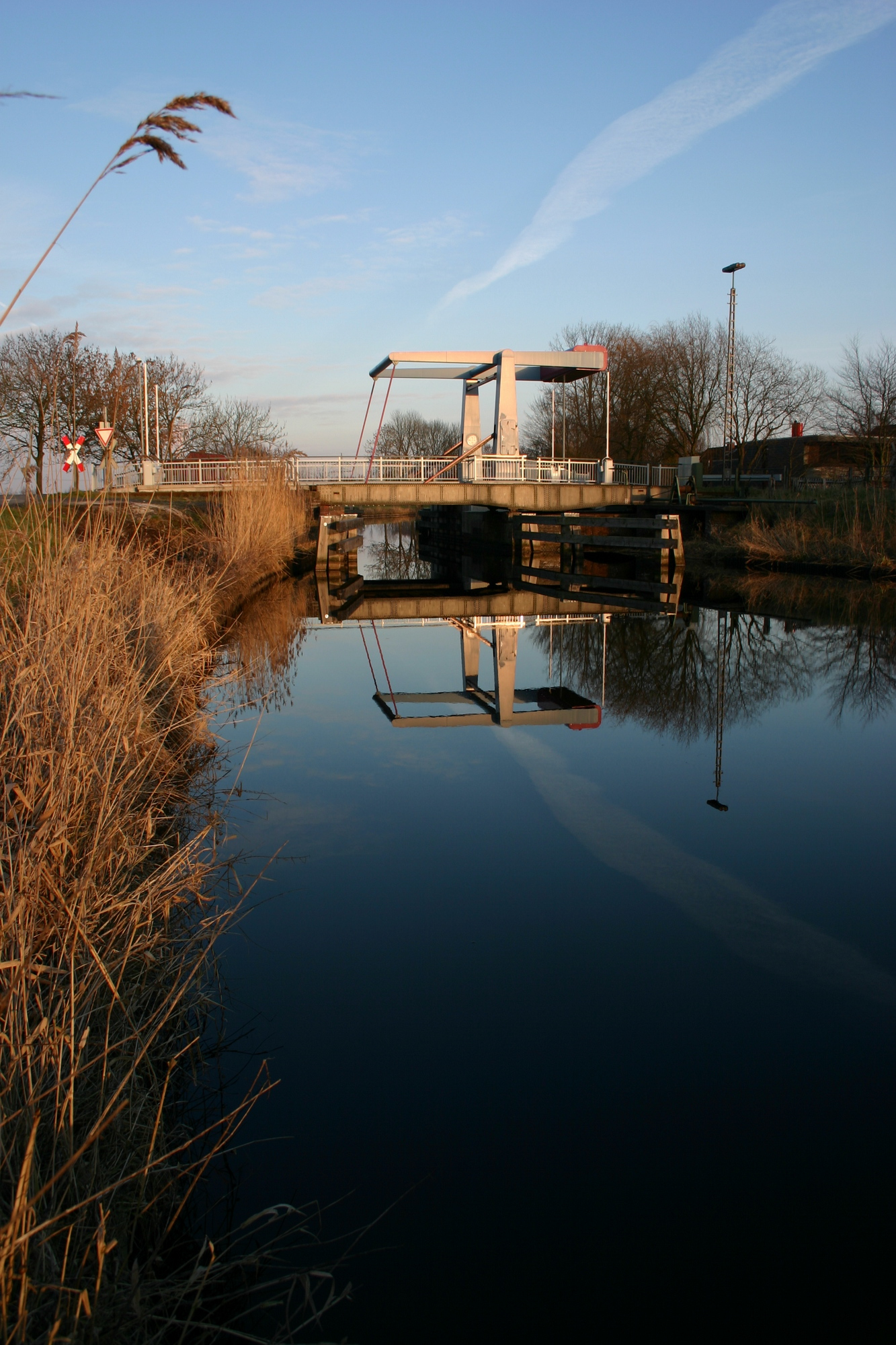
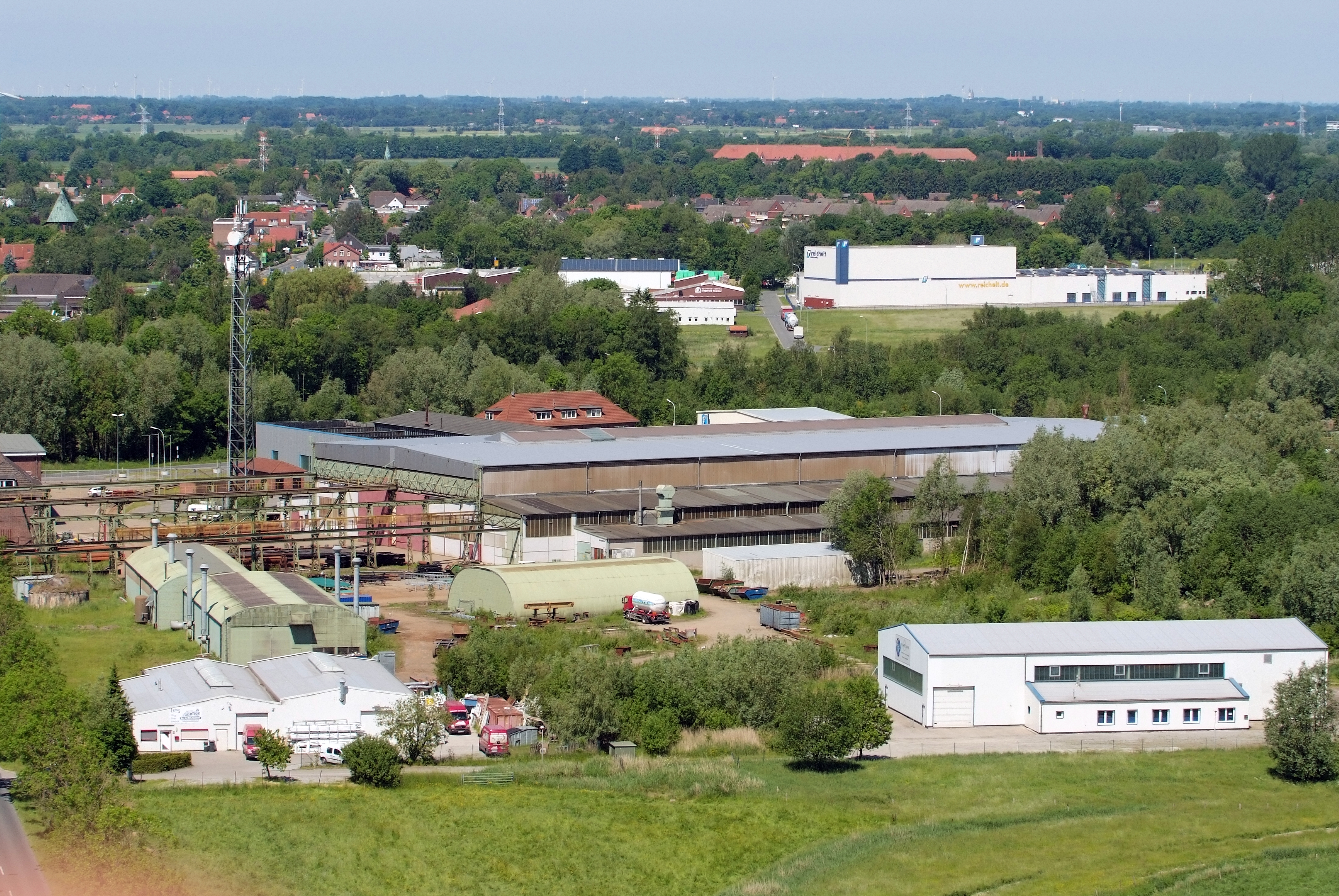

| Год  | Население |
| ---- | --------- |
| 1990 | 8817      |
| 1995 | 8935      |
| 2000 | 9458      |
| 2005 | 9453      |
| 2010 | 9224      |